# Дизельная судовая энергетическая установка
Дизельная энергетическая установка — судовая энергетическая установка, в которой в качестве главных двигателей используются один или несколько дизелей.
На судах распространены дизельные энергетические установки с малооборотными (100—150 об/мин. — непосредственно приводят в движение судовой движитель) и среднеоборотными (300—1000 об/мин. — приводят движитель во вращение через редуктор) дизелями. До конца 60-х годов применялись дизельные энергетические установки с реверсивными дизелями, с появлением гребных винтов регулируемого шага начали устанавливать нереверсивные дизели. Применяются на некоторых военных кораблях. В настоящее время на судах торгового флота в основном устанавливают дизельные энергетические установки. В качестве топлива для малооборотных дизелей используются дешевые тяжёлые фракции нефти - флотский мазут, а для среднеоборотных дизелей может использоваться как флотский мазут (крейсерский режим), так и судовое маловязкое топливо или дизельное топливо (при маневрировании). Также иногда включаются генераторные установки на морских лодках.